# Новоселівська сільська рада (Зіньківський район)
Новосе́лівська сільська́ ра́да — колишній орган місцевого самоврядування у Зінківському районі Полтавської області з центром у селі Новоселівка.

## Населені пункти
Сільраді були підпорядковані населені пункти:
- c. Новоселівка
- с. Гришки
- с. Дуб'янщина